# Andreas Köpke
Andreas („Andy") Köpke (Kiel, 12 maart 1962) is een Duitse ex-profvoetballer. Sinds 21 oktober 2004 is hij de keeperstrainer van het Duits elftal.

## Clubcarrière
Köpke begon met voetballen bij het plaatselijke Holstein Kiel, aanvankelijk als rechtsbuiten. Toch duurt het niet lang voordat hij keeper wordt bij de ploeg uit Kiel, die uitkomt in de 2. Bundesliga Nord. Nadat de club in 1982 degradeert, gaat Köpke aan de slag bij het Berlijnse SC Charlottenburg. Ook hier vindt hij weinig geluk, de club degradeert en opnieuw gaat de keeper op zoek naar een andere werkgever. Deze vindt hij in stadsrivaal Hertha BSC, zij degraderen na twee seizoenen echter ook uit de 2. Bundesliga. Köpke vertrekt vervolgens in 1986 naar 1. FC Nürnberg, hier maakt hij zijn debuut in de Bundesliga.
De doelman speelt hier elf jaar, totdat in 1994 de club degradeert uit de Bundesliga. Köpke besluit te vertrekken naar Eintracht Frankfurt, hier staat hij vervolgens twee jaar onder de lat. Na twee jaar degradeert ook deze club, maar na een voor de keeper uitstekend verlopen EK voetbal in 1996, komt hij in de belangstelling van VfB Stuttgart te staan. Hier ondertekent hij een contract maar even later maakt hij bekend dat hij naar FC Barcelona vertrekt. Toch vindt deze overgang niet plaats en trekt FC Barcelona een andere keeper aan, in de persoon van Vítor Baía. Zodoende zit Köpke op dat moment ineens zonder club. Dan komt de verlossing vanuit Frankrijk, de toenmalige topclub Olympique Marseille heeft wel interesse in de Duitser, hier tekent hij vervolgens een contract.
Na het WK voetbal 1998 waar de Duitser een onzekere indruk maakte, gaat Marseille op zoek naar een vervangende doelman en mag Köpke vertrekken. Een dag later wordt bekend dat hij bij Glasgow Rangers van trainer Dick Advocaat aan de slag kan. Toch ketst een overgang af, de managers van de speler en club komen er onderling niet uit. Al eerder deed hij aanbiedingen van Karlsruher SC en Borussia Mönchengladbach van de hand. "Ik wil alleen nog uitkomen voor een absolute topclub. Er zijn inmiddels contacten", zei de zelfverzekerde keeper destijds. Uiteindelijk besluit hij terug te keren naar Duitsland, hij gaat weer aan de slag bij zijn oude club 1. FC Nürnberg.
Wanneer de club in 2001 promoveert naar de Bundesliga, besluit Köpke een punt achter zijn loopbaan te zetten. Uiteindelijk speelde hij 346 wedstrijden in Bundesliga, 167 wedstrijden in de 2. Bundesliga en 64 wedstrijden in de Franse Ligue 1.

## Interlandloopbaan
In totaal speelde Köpke 59 wedstrijden voor het Duits elftal in de periode 1990-1998. Onder leiding van bondscoach Franz Beckenbauer maakte hij zijn debuut op 30 mei 1990 in de vriendschappelijke thuiswedstrijd tegen Denemarken (1-0) in Gelsenkirchen. Hij viel in dat duel na 45 minuten in voor Raimond Aumann. Het West-Duits elftal won dat treffer met 1-0 door een doelpunt van aanvaller Rudi Völler. Ook verdediger Paul Steiner (1. FC Köln) debuteerde in die wedstrijd.
Köpke nam deel aan drie wereldkampioenschappen. Hoogtepunten beleefde hij in 1990 bij het winnen van het WK voetbal in Italië (waar hij niet speelde, Bodo Illgner en Aumann waren eerste en tweede keeper) en in 1996 bij het winnen van het EK voetbal in Engeland. Op het EK speelde hij wel een belangrijke rol in de overwinning van het Duitse team, in de halve finale tegen Engeland stopte hij een penalty van Gareth Southgate waardoor ze de finale bereikten. Na dit zeer succesvol verlopen EK, werd hij zowel Europees keeper van het jaar als Wereldkeeper van het jaar.
Nadat Duitsland in 1994 tijdens de kwartfinales werd uitgeschakeld, nam Köpke het stokje over van Illgner en werd hij de vaste doelman van die Mannschaft. Ook in 1998 was hij er tijdens het WK voetbal weer bij, ditmaal in Frankrijk. Hier had de ploeg echter niet zoveel succes, er werd verloren in de kwartfinale met 3-0 van Kroatië. Voor aanvang van het toernooi had de keeper al bekendgemaakt dat hij na afloop een punt achter zijn interlandloopbaan zou zetten. Hij hield zich aan zijn woord en maakte daarmee de weg vrij voor een andere zeer succesvolle keeper, Oliver Kahn.
| Interlands van Andreas Köpke voor Duitsland | Interlands van Andreas Köpke voor Duitsland | Interlands van Andreas Köpke voor Duitsland | Interlands van Andreas Köpke voor Duitsland | Interlands van Andreas Köpke voor Duitsland | Interlands van Andreas Köpke voor Duitsland |
| №                                           | Datum                                       | Wedstrijd                                   | Uitslag                                     | Competitie                                  |                                             |
| ------------------------------------------- | ------------------------------------------- | ------------------------------------------- | ------------------------------------------- | ------------------------------------------- | ------------------------------------------- |
| 1                                           | 30 May 1990                                 | West-Duitsland – Denemarken                 | 1–0                                         | Vriendschappelijk                           |                                             |
| 2                                           | 22 Apr 1992                                 | Tsjecho-Slowakije – Duitsland               | 1–1                                         | Vriendschappelijk                           |                                             |
| 3                                           | 30 May 1992                                 | Duitsland – Turkije                         | 1–0                                         | Vriendschappelijk                           |                                             |
| 4                                           | 09 Sep 1992                                 | Denemarken – Duitsland                      | 1–2                                         | Vriendschappelijk                           |                                             |
| 5                                           | 14 Oct 1992                                 | Duitsland – Mexico                          | 1–1                                         | Vriendschappelijk                           |                                             |
| 6                                           | 18 Nov 1992                                 | Duitsland – Oostenrijk                      | 0–0                                         | Vriendschappelijk                           |                                             |
| 7                                           | 20 Dec 1992                                 | Uruguay – Duitsland                         | 1–4                                         | Vriendschappelijk                           |                                             |
| 8                                           | 24 Mar 1993                                 | Schotland – Duitsland                       | 0–1                                         | Vriendschappelijk                           |                                             |
| 9                                           | 14 Apr 1993                                 | Duitsland – Ghana                           | 6–1                                         | Vriendschappelijk                           |                                             |
| 10                                          | 10 Jun 1993                                 | Brazilië – Duitsland                        | 3–3                                         | US Cup                                      |                                             |
| 11                                          | 13 Jun 1993                                 | Verenigde Staten – Duitsland                | 3–4                                         | US Cup                                      |                                             |
| 12                                          | 13 Oct 1993                                 | Duitsland – Uruguay                         | 5–0                                         | Vriendschappelijk                           |                                             |
| 13                                          | 15 Dec 1993                                 | Argentinië – Duitsland                      | 2–1                                         | Vriendschappelijk                           |                                             |
| 14                                          | 27 Apr 1994                                 | Verenigde Arabische Emiraten – Duitsland    | 0–2                                         | Vriendschappelijk                           |                                             |
| 15                                          | 07 Sep 1994                                 | Rusland – Duitsland                         | 0–1                                         | Vriendschappelijk                           |                                             |
| 16                                          | 12 Oct 1994                                 | Hongarije – Duitsland                       | 0–0                                         | Vriendschappelijk                           |                                             |
| 17                                          | 16 Nov 1994                                 | Albanië – Duitsland                         | 1–2                                         | EK-kwalificatie                             |                                             |
| 18                                          | 14 Dec 1994                                 | Moldavië – Duitsland                        | 0–3                                         | EK-kwalificatie                             |                                             |
| 19                                          | 18 Dec 1994                                 | Duitsland – Albanië                         | 2–1                                         | EK-kwalificatie                             |                                             |
| 20                                          | 22 Feb 1995                                 | Spanje – Duitsland                          | 0–0                                         | Vriendschappelijk                           |                                             |
| 21                                          | 29 Mar 1995                                 | Georgië – Duitsland                         | 0–2                                         | EK-kwalificatie                             |                                             |
| 22                                          | 26 Apr 1995                                 | Duitsland – Wales                           | 1–1                                         | EK-kwalificatie                             |                                             |
| 23                                          | 07 Jun 1995                                 | Bulgarije – Duitsland                       | 3–2                                         | EK-kwalificatie                             |                                             |
| 24                                          | 21 Jun 1995                                 | Duitsland – Italië                          | 2–0                                         | Vriendschappelijk                           |                                             |
| 25                                          | 23 Aug 1995                                 | België – Duitsland                          | 1–2                                         | Vriendschappelijk                           |                                             |
| 26                                          | 08 Oct 1995                                 | Duitsland – Moldavië                        | 6–1                                         | EK-kwalificatie                             |                                             |
| 27                                          | 11 Oct 1995                                 | Wales – Duitsland                           | 1–2                                         | EK-kwalificatie                             |                                             |
| 28                                          | 15 Nov 1995                                 | Duitsland – Bulgarije                       | 3–1                                         | EK-kwalificatie                             |                                             |
| 29                                          | 15 Dec 1995                                 | Zuid-Afrika – Duitsland                     | 0–0                                         | Vriendschappelijk                           |                                             |
| 30                                          | 21 Feb 1996                                 | Portugal – Duitsland                        | 1–2                                         | Vriendschappelijk                           |                                             |
| 31                                          | 27 Mar 1996                                 | Duitsland – Denemarken                      | 2–0                                         | Vriendschappelijk                           |                                             |
| 32                                          | 24 Apr 1996                                 | Nederland – Duitsland                       | 0–1                                         | Vriendschappelijk                           |                                             |
| 33                                          | 01 Jun 1996                                 | Duitsland – Frankrijk                       | 0–1                                         | Vriendschappelijk                           |                                             |
| 34                                          | 09 Jun 1996                                 | Duitsland – Tsjechië                        | 2–0                                         | EK-eindronde                                |                                             |
| 35                                          | 16 Jun 1996                                 | Rusland – Duitsland                         | 0–3                                         | EK-eindronde                                |                                             |
| 36                                          | 19 Jun 1996                                 | Italië – Duitsland                          | 0–0                                         | EK-eindronde                                |                                             |
| 37                                          | 22 Jun 1996                                 | Duitsland – Kroatië                         | 2–1                                         | EK-eindronde                                |                                             |
| 38                                          | 26 Jun 1996                                 | Engeland – Duitsland                        | 1–1                                         | EK-eindronde                                |                                             |
| 39                                          | 30 Jun 1996                                 | Duitsland – Tsjechië                        | 2–1                                         | EK-eindronde                                |                                             |
| 40                                          | 09 Oct 1996                                 | Armenië – Duitsland                         | 1–5                                         | WK-kwalificatie                             |                                             |
| 41                                          | 09 Nov 1996                                 | Duitsland – Noord-Ierland                   | 1–1                                         | WK-kwalificatie                             |                                             |
| 42                                          | 14 Dec 1996                                 | Portugal – Duitsland                        | 0–0                                         | WK-kwalificatie                             |                                             |
| 43                                          | 02 Apr 1997                                 | Albanië – Duitsland                         | 2–3                                         | WK-kwalificatie                             |                                             |
| 44                                          | 30 Apr 1997                                 | Duitsland – Oekraïne                        | 2–0                                         | WK-kwalificatie                             |                                             |
| 45                                          | 07 Jun 1997                                 | Oekraïne – Duitsland                        | 0–0                                         | WK-kwalificatie                             |                                             |
| 46                                          | 20 Aug 1997                                 | Noord-Ierland – Duitsland                   | 1–3                                         | WK-kwalificatie                             |                                             |
| 47                                          | 06 Sep 1997                                 | Duitsland – Portugal                        | 1–1                                         | WK-kwalificatie                             |                                             |
| 48                                          | 10 Sep 1997                                 | Duitsland – Armenië                         | 4–0                                         | WK-kwalificatie                             |                                             |
| 49                                          | 18 Feb 1998                                 | Oman – Duitsland                            | 0–2                                         | Vriendschappelijk                           |                                             |
| 50                                          | 22 Feb 1998                                 | Saoedi-Arabië – Duitsland                   | 0–3                                         | Vriendschappelijk                           |                                             |
| 51                                          | 25 Mar 1998                                 | Duitsland – Brazilië                        | 1–2                                         | Vriendschappelijk                           |                                             |
| 52                                          | 27 May 1998                                 | Finland – Duitsland                         | 0–0                                         | Vriendschappelijk                           |                                             |
| 53                                          | 30 May 1998                                 | Duitsland – Colombia                        | 3–1                                         | Vriendschappelijk                           |                                             |
| 54                                          | 05 Jun 1998                                 | Duitsland – Luxemburg                       | 7–0                                         | Vriendschappelijk                           |                                             |
| 55                                          | 15 Jun 1998                                 | Duitsland – Verenigde Staten                | 2–0                                         | WK-eindronde                                |                                             |
| 56                                          | 21 Jun 1998                                 | Duitsland – Joegoslavië                     | 2–2                                         | WK-eindronde                                |                                             |
| 57                                          | 25 Jun 1998                                 | Duitsland – Iran                            | 2–0                                         | WK-eindronde                                |                                             |
| 58                                          | 29 Jun 1998                                 | Duitsland – Mexico                          | 2–1                                         | WK-eindronde                                |                                             |
| 59                                          | 04 Jul 1998                                 | Kroatië – Duitsland                         | 3–0                                         | WK-eindronde                                |                                             |

## Nevencarrière
Nadat Köpke stopte met keepen, trad hij toe tot het management van 1. FC Nurnberg. Dit was al in het contract geregeld dat hij in 1998 tekende. Hier bleef hij tot 2004, daarna werd hij keeperstrainer bij het Duitse elftal. Zijn voorganger Sepp Maier was enkele dagen daarvoor ontslagen uit zijn functie. Zijn contract liep tot het WK voetbal in 2006 maar werd samen met dat van bondscoach Joachim Löw verlengd tot het WK voetbal in 2010.

## Erelijst
(West-)Duitsland
- FIFA WK: 1990
- UEFA EK: 1996

 1. FC Nürnberg
- 2. Bundesliga: 2000/01

Individueel
- Duits voetballer van het jaar: 1993
- Duits keeper van het jaar: 1995, 1998
- Europees keeper van het jaar: 1996
- Wereldkeeper van het jaar: 1996
- Beste keeper op het EK voetbal: 1996

## Bijzonderheden
Andreas Köpke en Bodo Illgner zijn altijd elkaars grootste rivalen geweest als het ging over de vraag wie de eerste keeper van het Duitse elftal moest worden:
- Op de twaalfde speeldag van het seizoen 1992/1993 scoorde Köpke namens 1. FC Nurnberg de 2-1 tegen het 1. FC Köln van Bodo Illgner door middel van een penalty. Hiermee zegevierde de club en werd ook het nemen van een penalty door een keeper weer populairder.
- In 1992 nam Köpke met de band TT-Fresh een cd op met de titel Nummer 1. Bodo Illgner, destijds nog de vaste keeper van het Duitse elftal, was hier niet over te spreken.